# Лежень (хлеб)
Лежень — украинский свадебный обрядовый хлеб, разновидность калача. Характерный для Левобережной Украины, частично для Юга. В некоторых районах Полесья лежнем называли рождественский хлеб, который лежал на столе в течение всех святок до Водокрещи.
Форма — овальная, сверху украшен украшениями из теста. Лежень возили молодожёны к новой семье: молодой — для тёщи, молодая — для свекрови. Делили его на второй день свадьбы.